# Marek Mintál
Marek Mintál, né le 2 septembre 1977 à Žilina, est un footballeur international slovaque évoluant au poste de milieu offensif ou d'attaquant.

## Biographie
Marek Mintál naît à Žilina, dans le nord-ouest de la Slovaquie. Il commence sa carrière au MŠK Žilina en 1983 dans les équipes de jeunes avant d'y devenir professionnel en 1996. De 2001 à 2003, il remporte deux championnats slovaques consécutifs en marquant plus de vingt buts par saison (20 en 2001 et 21 en 2002) et en étant à chaque fois le meilleur buteur du championnat. Ces résultats lui permettent d'être sélectionné en équipe nationale à partir de 2003.
Au terme de la saison 2002-2003 il est transféré dans le club allemand du 1. FC Nuremberg pour la somme de 100 000 euros plus un intéressement sur le transfert suivant. Nuremberg joue alors en deuxième division allemande. Il poursuit sa progression en marquant cette fois 18 buts et est sacré meilleur buteur du championnat au terme d’une saison qui voit aussi son club accéder à l’élite allemande, la Bundesliga.
La première saison en première division est une réussite. Mintál marque 24 buts en 34 matchs joués et devient le meilleur buteur du championnat allemand. Ces résultats sont d'autant plus extraordinaires du fait qu'il joue milieu de terrain offensif. Il a la particularité de paraître complètement effacé pendant toute la partie, semblant se faire complètement oublier, mais il surgit au moment opportun pour marquer un but. Il est ainsi surnommé le « fantôme ». Son efficacité permet à Nuremberg d’éviter la relégation à la fin du championnat. Sa capacité à marquer de nombreux buts déclenche de nombreuses rumeurs de départ vers un club plus huppé. Liverpool FC, Beşiktaş JK, Villarreal CF et le VfB Stuttgart sont régulièrement cités. Mais ces rumeurs s’avèrent sans fondement et Mintál reste finalement au club. La saison suivante est moins flatteuse pour l’attaquant slovaque : il se casse le pied à deux reprises. En 2005-2006, il ne joue que quatre matchs de championnat et ne marque qu’un seul but.
En 2007, Marek Mintál remporte avec Nuremberg la Coupe d'Allemagne de football (DFB-Pokal). Il joue les dix matchs de la compétition et marque trois buts. Lors de la finale, il a marqué mais a aussi été blessé par le défenseur portugais du VfB Stuttgart, Fernando Meira.
Le 30 mars 2009, il affirme son intention de quitter la sélection nationale, mais cependant il accepterait de revenir sur sa décision en vue de la coupe du monde 2010.
En fin de contrat en juin 2011, il rejoint le FC Hansa Rostock.

### Buts internationaux
| #  | Date              | Lieu                      | Adversaire     | Score | Compétition               |
| -- | ----------------- | ------------------------- | -------------- | ----- | ------------------------- |
| 1  | 6 février 2002    | Téhéran (Iran)            | Iran           | 3–2   | Amical                    |
| 2  | 14 mai 2002       | Prešov (Slovaquie)        | Ouzbékistan    | 4–1   | Amical                    |
| 3  | 31 mars 2004      | Bratislava (Slovaquie)    | Autriche       | 1–1   | Amical                    |
| 4  | 8 septembre 2004  | Bratislava (Slovaquie)    | Liechtenstein  | 7–0   | Qual. Coupe du monde 2006 |
| 5  | 26 mars 2005      | Tallinn (Estonie)         | Estonie        | 2–1   | Qual. Coupe du monde 2006 |
| 6  | 8 juin 2005       | Luxembourg (Luxembourg)   | Luxembourg     | 4–0   | Qual. Coupe du monde 2006 |
| 7  | 2 septembre 2006  | Bratislava (Slovaquie)    | Chypre         | 6–1   | Qual. Euro 2008           |
| 8  | 2 septembre 2006  | Bratislava (Slovaquie)    | Chypre         | 6–1   | Qual. Euro 2008           |
| 9  | 7 octobre 2006    | Cardiff (Pays de Galles)  | Pays de Galles | 5–1   | Qual. Euro 2008           |
| 10 | 7 octobre 2006    | Cardiff (Pays de Galles)  | Pays de Galles | 5–1   | Qual. Euro 2008           |
| 11 | 15 novembre 2006  | Žilina (Slovaquie)        | Bulgarie       | 3–1   | Amical                    |
| 12 | 12 septembre 2007 | Trnava (Slovaquie)        | Pays de Galles | 2–5   | Qual. Euro 2008           |
| 13 | 12 septembre 2007 | Trnava (Slovaquie)        | Pays de Galles | 2–5   | Qual. Euro 2008           |
| 14 | 26 mars 2008      | Zlaté Moravce (Slovaquie) | Islande        | 1–2   | Amical                    |

## Palmarès

### En club
- Champion de Slovaquie en 2002 et en 2003 avec le MŠK Žilina[6]
- Vainqueur de la Coupe d'Allemagne en 2007 avec le 1. FC Nuremberg[6]
- Champion de Bundesliga 2 en 2004 avec le 1. FC Nuremberg[6]

#### Distinctions individuelles
- Meilleur buteur du Championnat de Slovaquie en 2002 (20 buts) et en 2003 (21 buts) avec le MŠK Žilina[6]
- Meilleur buteur de Bundesliga en 2005 (24 buts) avec le 1. FC Nuremberg[6]
- Meilleur buteur de Bundesliga 2 en 2004 (18 buts)[6] et en 2009 (16 buts) avec le 1. FC Nuremberg[7]
- Élu meilleur joueur slovaque de l'année en 2003, en 2004 et en 2005[7]
- 3e au concours du Soulier d'or européen en 2005[7]

## Statistiques saison par saison
| Saison                                              | Club             | Pays      | Division | Saison en club      | Équipe de Slovaquie |
| --------------------------------------------------- | ---------------- | --------- | -------- | ------------------- | ------------------- |
| 1996 - 1997                                         | MŠK Žilina       | Slovaquie | 1        | 9 matchs / 3 buts   | -                   |
| 1997 - 1998                                         | MŠK Žilina       | Slovaquie | 1        | 28 matchs / 2 buts  | -                   |
| 1998 - 1999                                         | MŠK Žilina       | Slovaquie | 1        | 28 matchs / 11 buts | -                   |
| 1999 - 2000                                         | MŠK Žilina       | Slovaquie | 1        | 29 matchs / 12 buts | -                   |
| 2000 - 2001                                         | MŠK Žilina       | Slovaquie | 1        | 27 matchs / 7 buts  | -                   |
| 2001 - 2002                                         | MŠK Žilina       | Slovaquie | 1        | 34 matchs / 21 buts | 4 matchs / 2 buts   |
| 2002 - 2003                                         | MŠK Žilina       | Slovaquie | 1        | 31 matchs / 20 buts | 8 matchs / 0 but    |
| 2003 - 2004                                         | 1. FC Nuremberg  | Allemagne | 2        | 31 matchs / 18 buts | 3 matchs / 1 but    |
| 2004 - 2005                                         | 1. FC Nuremberg  | Allemagne | 1        | 34 matchs / 24 buts | 10 matchs / 3 buts  |
| 2005 - 2006                                         | 1. FC Nuremberg  | Allemagne | 1        | 4 matchs / 1 but    | 3 matchs / 0 but    |
| 2006 - 2007                                         | 1. FC Nuremberg  | Allemagne | 1        | 13 matchs / 1 but   | 5 matchs / 5 buts   |
| 2007 - 2008                                         | 1. FC Nuremberg  | Allemagne | 1        | 31 matchs / 5 buts  | 8 matchs / 3 buts   |
| 2008 - 2009                                         | 1. FC Nuremberg  | Allemagne | 2        | 28 matchs / 16 buts | 4 matchs / 0 but    |
| 2009 - 2010                                         | 1. FC Nuremberg  | Allemagne | 1        | 22 matchs / 1 but   | -                   |
| 2010 - 2011                                         | 1. FC Nuremberg  | Allemagne | 1        | 17 matchs / 0 but   | -                   |
| 2011 - 2012                                         | FC Hansa Rostock | Allemagne | 2        | 24 matchs / 6 buts  | -                   |
| Sources : Footballdatabase.com, Sky Sports, ESPN FC |                  |           |          |                     |                     |